# Pineville (Missouri)
Pineville és una població dels Estats Units a l'estat de Missouri. Segons el cens del 2000 tenia 768 habitants.

## Demografia
Segons el cens del 2000, Pineville tenia 768 habitants, 309 habitatges, i 207 famílies. La densitat de població era de 423,6 habitants per km².
Dels 309 habitatges en un 33,7% hi vivien nens de menys de 18 anys, en un 48,9% hi vivien parelles casades, en un 14,9% dones solteres, i en un 33% no eren unitats familiars. En el 29,1% dels habitatges hi vivien persones soles el 13,9% de les quals corresponia a persones de 65 anys o més que vivien soles. El nombre mitjà de persones vivint en cada habitatge era de 2,41 i el nombre mitjà de persones que vivien en cada família era de 2,98.
Per edats la població es repartia de la següent manera: un 27,3% tenia menys de 18 anys, un 9,4% entre 18 i 24, un 28,8% entre 25 i 44, un 19,4% de 45 a 60 i un 15,1% 65 anys o més.
L'edat mediana era de 34 anys. Per cada 100 dones de 18 o més anys hi havia 83,6 homes.
La renda mediana per habitatge era de 24.886 $ i la renda mediana per família de 34.583 $. Els homes tenien una renda mediana de 23.182 $ mentre que les dones 20.515 $. La renda per capita de la població era de 13.414 $. Entorn del 19,3% de les famílies i el 23,2% de la població estaven per davall del llindar de pobresa.

## Poblacions més properes
El següent diagrama mostra les poblacions més properes.